# Martin Lamble
Martin Lamble född 1949, död 12 maj 1969, var brittisk trumslagare. Han var Fairport Conventions ursprunglige trummis. Han medverkade på de tre första skivorna men avled i en bilolycka strax efter att den tredje skivan spelats in.